# Jan-Willem Buissant
Jan-Willem Buissant (17 mei 1989) is een voormalig Nederlands hockeyer. Hij speelde voornamelijk als middenvelder. 

## Carrière
Buissant speelde vanaf zijn jeugd bij Hattem, totdat hij in 2007 op 17-jarige leeftijd de overstap naar Amsterdam maakte, uitkomend in de hoofdklasse. Daar zou hij dertien seizoenen spelen en werd hij in 2011 en 2012 landskampioen.
Buissant debuteerde in 2013 bij de Nederlandse hockeyploeg en zat in de selectie die in januari 2014 de finale van de World Hockey League won. In totaal kwam hij tot vijftien interlands.
Hij beëindigde zijn hockeyloopbaan in 2019. Datzelfde jaar opende hij als ondernemer een hotel in Rotterdam.

## Erelijst
Nederlands team
- – Hockey World League 2012/13

Hoofdklasse Nederland
- Landskampioen 2011 – Amsterdamsche H&BC
- Landskampioen 2012 – Amsterdamsche H&BC